# Zračna luka Cam Ranh
Zračna luka Cam Ranh (vijetnamski Cảng hàng không Cam Ranh ili Sân bay Cam Ranh) (IATA: CXR, ICAO: VVCR), službeno je ime za zračnu luku koja se nalazi u Camranškomzaljevu, kod grada Cam Ranha, pokrajina Khanh Hoa, Vijetnam. Opslužuje grad Nha Trang.